# Mike Johnson (político)
James Michael Johnson (Shreveport, 30 de janeiro de 1972) é um político e advogado americano que atua como o 56º presidente da Câmara dos Representantes dos Estados Unidos desde 25 de outubro de 2023. Membro do Partido Republicano, ele está em seu quarto mandato na Câmara, tendo representado o 4º distrito congressional da Luisiana desde 2017.
Johnson é graduado pelo Centro de Direito Paul M. Hebert da Universidade Estadual da Louisiana. Antes de entrar na política, trabalhou como advogado em prática privada e para a Alliance Defending Freedom (ADF); na ADF, ele defendeu leis contra a sodomia e a criminalização da homossexualidade, escrevendo um parecer Amicus curiae que se opôs à eventual decisão da Suprema Corte dos EUA em Lawrence v. Texas (2003). Criacionista da Terra Jovem, Johnson fez parte da Comissão de Ética e Liberdade Religiosa da Convenção Batista do Sul entre 2004 e 2012.
A carreira política de Johnson começou quando ele foi eleito para a Câmara dos Representantes da Louisiana em 2015; ele serviu nesse corpo até 2017. Ele foi eleito pela primeira vez para representar o 4º distrito congressional da Louisiana em 2016. Ele tem sido identificado como um membro da direita cristã. Durante seu tempo no Congresso, ele contestou os resultados da eleição presidencial de 2020 tanto no plenário da Câmara quanto na justiça. Ele apoiou projetos de lei que instituiriam uma proibição nacional ao aborto. Johnson foi presidente do Comitê de Estudos Republicanos, o maior caucus de conservadores no Congresso, de 2019 a 2021. Ele foi vice-presidente da Conferência Republicana da Câmara de 2021 a 2023.
Em 25 de outubro de 2023, após a destituição de Kevin McCarthy da presidência, Johnson foi eleito como o 56º presidente da Câmara.

## Infância e educação
Johnson nasceu em Shreveport, Luisiana, o mais velho de quatro filhos de Jeanne Johnson e James Patrick "Pat" Johnson (que faleceu em 2016). Ele disse que é o produto de uma gravidez não planejada e que seus pais eram adolescentes quando o tiveram. Eles mais tarde se divorciaram.
Em 1984, enquanto servia no Corpo de Bombeiros de Shreveport, Pat Johnson ficou gravemente ferido e incapacitado em um incêndio em uma instalação de armazenamento frio. Um colega bombeiro, o Capitão Percy R. Johnson, morreu nesse incêndio. Pat Johnson nunca voltou a trabalhar como bombeiro, optando em vez disso por se tornar um consultor de HazMat. Ele também co-fundou a Fundação de Queimaduras Percy R. Johnson, que ajudava vítimas de queimaduras e suas famílias.
Johnson, quando jovem, queria seguir os passos do pai, mas seus pais o proibiram de se tornar bombeiro.
Johnson é formado pela Escola Secundária Captain Shreve em Shreveport. Em 1995, ele obteve um Bacharelado em Administração de Empresas pela Universidade Estadual da Louisiana, tornando-se um graduado universitário de primeira geração. Em 1998, Johnson graduou-se no Centro de Direito Paul M. Hebert da Universidade Estadual da Louisiana com um grau de Juris Doctor.

## Câmara dos Representantes dos Estados Unidos

### Eleições
Em 10 de fevereiro de 2016, Johnson anunciou sua candidatura para o assento do 4º distrito congressional, que havia sido ocupado por oito anos por John Fleming. Fleming estava concorrendo a uma vaga no Senado dos Estados Unidos deixada por David Vitter. Johnson venceu a eleição.
Em 2018, Johnson ganhou um segundo mandato na Câmara, derrotando o nomeado democrata Ryan Trundle, com 139.307 votos (64%) contra 72.923 votos (34%).
Em 2020, Johnson ganhou um terceiro mandato na Câmara com 185.265 votos (60%) contra 78.157 votos (25%) do nomeado democrata Kenny Houston.
Em 2022, Johnson foi reeleito sem oposição.